# Chuzelles
Chuzelles és un municipi francès situat al departament de la Isèra i a la regió d'Alvèrnia-Roine-Alps. L'any 2007 tenia 2.060 habitants.

## Demografia

### Població
El 2007 la població de fet de Chuzelles era de 2.060 persones. Hi havia 729 famílies de les quals 113 eren unipersonals (36 homes vivint sols i 77 dones vivint soles), 251 parelles sense fills, 333 parelles amb fills i 32 famílies monoparentals amb fills.
La població ha evolucionat segons el següent gràfic:
Habitants censats

### Habitatges
El 2007 hi havia 762 habitatges, 733 eren l'habitatge principal de la família, 8 eren segones residències i 20 estaven desocupats. 700 eren cases i 60 eren apartaments. Dels 733 habitatges principals, 607 estaven ocupats pels seus propietaris, 114 estaven llogats i ocupats pels llogaters i 12 estaven cedits a títol gratuït; 2 tenien una cambra, 25 en tenien dues, 64 en tenien tres, 218 en tenien quatre i 424 en tenien cinc o més. 631 habitatges disposaven pel capbaix d'una plaça de pàrquing. A 235 habitatges hi havia un automòbil i a 471 n'hi havia dos o més.

### Piràmide de població
La piràmide de població per edats i sexe el 2009 era:
| Homes | Edats   | Dones |
| ----- | ------- | ----- |
| 0     | 95 o +  | 0     |
| 0     | 90 a 94 | 4     |
| 0     | 85 a 89 | 4     |
| 0     | 80 a 84 | 4     |
| 12    | 75 a 79 | 20    |
| 20    | 70 a 74 | 20    |
| 48    | 65 a 69 | 36    |
| 64    | 60 a 64 | 40    |
| 40    | 55 a 59 | 72    |
| 108   | 50 a 54 | 64    |
| 96    | 45 a 49 | 96    |
| 56    | 40 a 44 | 80    |
| 88    | 35 a 39 | 68    |
| 76    | 30 a 34 | 84    |
| 56    | 25 a 29 | 56    |
| 44    | 20 a 24 | 36    |
| 80    | 15 a 19 | 80    |
| 64    | 10 a 14 | 72    |
| 60    | 5 a 9   | 64    |
| 72    | 0 a 4   | 48    |

## Economia
El 2007 la població en edat de treballar era de 1.366 persones, 1.024 eren actives i 342 eren inactives. De les 1.024 persones actives 974 estaven ocupades (537 homes i 437 dones) i 49 estaven aturades (16 homes i 33 dones). De les 342 persones inactives 108 estaven jubilades, 140 estaven estudiant i 94 estaven classificades com a «altres inactius».

### Ingressos
El 2009 a Chuzelles hi havia 758 unitats fiscals que integraven 2.064,5 persones, la mediana anual d'ingressos fiscals per persona era de 23.497 €.

### Activitats econòmiques
Dels 80 establiments que hi havia el 2007, 1 era d'una empresa extractiva, 3 d'empreses alimentàries, 5 d'empreses de fabricació d'altres productes industrials, 23 d'empreses de construcció, 16 d'empreses de comerç i reparació d'automòbils, 7 d'empreses de transport, 2 d'empreses d'hostatgeria i restauració, 3 d'empreses d'informació i comunicació, 2 d'empreses financeres, 6 d'empreses immobiliàries, 6 d'empreses de serveis, 2 d'entitats de l'administració pública i 4 d'empreses classificades com a «altres activitats de serveis».
Dels 25 establiments de servei als particulars que hi havia el 2009, 3 eren tallers de reparació d'automòbils i de material agrícola, 1 autoescola, 3 paletes, 5 guixaires pintors, 3 fusteries, 2 lampisteries, 3 electricistes, 1 perruqueria, 2 restaurants, 1 agència immobiliària i 1 saló de bellesa.
Dels 4 establiments comercials que hi havia el 2009, 2 eren fleques, 1 una botiga de material esportiu i 1 una floristeria.
L'any 2000 a Chuzelles hi havia 20 explotacions agrícoles que ocupaven un total de 384 hectàrees.

## Equipaments sanitaris i escolars
El 2009 hi havia 1 escola maternal i 1 escola elemental.

## Poblacions més properes
El següent diagrama mostra les poblacions més properes.